# تصنيفات الأفلام
نظام تصنيفات الأفلام عُيَّن لتصنيف الأفلام فيما يتعلق بصلاحيتها للجمهور من حيث قضايا مثل العنف وتعاطي المخدرات والجنس، والألفاظ النابية، الوقاحة أو غيرها من أنواع المحتوى الناضج. يمكن أن يسمى هذا النظام بأسماء مختلفة حسب البلد. التقييمات عادة تحمل توصيات بمرحلة عمرية بصفة استشارية أو تقييداً، وغالبا ما تعطى بدلا من الرقابة الفنية. في بعض الولايات القضائية يجوز فرض الالتزام القانوني للإدارة تصنيف على جميع دور السينما.
في بلدان مثل أستراليا، يقرر نظام الرقابة الحكومية رسميا على تصنيفات. وأيضا في بلدان أخرى، مثل الولايات المتحدة، يتم ذلك من قبل لجان الصناعة بشكل ضئيل، إن وجدت الوضع الحكومي الرسمي. في معظم البلدان، فقد تم رقابة الأفلام التي تعتبر مسيئة أخلاقياً أو حجبت أو حظرت. حتى وإن كان نظام تصنيف الفيلم ليس له تبعات قانونية أو انه غير ملزم رسميا، ولم يمنع الفيلم أو يحظر، عادة ما تكون هناك قوانين تحظر بعض الأفلام، أو تمنع القاصرين لعرضها.
تأثير عوامل محددة في تحديد نظام التصنيف يختلف من بلد إلى آخر. على سبيل المثال، في بلدان مثل الولايات المتحدة، فإن الأفلام ذات المحتوى الجنسي الصريح غالبا ما تقتصر على المشاهدين من كبار السن، بينما في دول مثل فرنسا وألمانيا، متساهل في تصنيف المحتوى الجنسي كثيرا. ومن ناحية أخرى، الأفلام ذات المحتوى العنيف في كثير من الأحيان تخضع في بلدان مثل ألمانيا وفنلندا إلى درجات عالية من الرقابة، في حين أن بلدان مثل أستراليا تقدم تصنيفات أكثر تساهلا إلى الأفلام العنيفة.
وهناك عوامل أخرى قد تؤثر أو لا على عملية التصنيف، مثل التي يجري وضعها ضمن سياق تاريخي غير خيالي، ما إذا كان الفيلم يمجد (يدعو) العنف أو تعاطي المخدرات، حتى وإن قيل أن العنف أو تعاطي المخدرات قام به بطل الرواية، والذي ينبغي للمشاهد التعاطف، أو حتى لو كان الخصم(الشرير في الفيلم).
في ألمانيا على سبيل المثال، يتم التعامل مع الأفلام التي تصور العنف حرب صريح في سياق حرب حقيقية (مثل الحرب العالمية الثانية) برأفة أكثر من الأفلام مع إعدادات خيالية بحتة.
يمكن أن ينتج فيلم مع تصنيف معين في الاعتبار. فيجوز إعادة صناعته إذا لم يتم الحصول على التصنيف المطلوب، خصوصا لتجنب تصنيف أعلى من المقصود. والفيلم يمكن أيضا إعادة صناعته لإنتاج صيغة بديلة للبلدان الأخرى.
في أغلب البلدان العربية لا يتم العمل بالتصنيف العمري للأفلام الموجود بأغلب دول العالم والذي يكون على مستويات عديدة مثلا تركيا بها 8 مستويات. وعلى العكس ففي العالم العربي هناك تصنيفين فقط وهو تصنيف عام وتصنيف يسمي للكبار فقط حيث يكون الاهتمام بالمعايير السياسية أو الدينية أو الجنسية مع التجاهل التام لمعياري العنف أو المخدرات. فعلى الرغم من وجود قوانين مشددة في هذه البلدان لم يتم تطبيقها بشكل كامل وغالبا ما يكون (تصنيف على سبيل النصح فقط).

## الإمارات العربية المتحدة
تصنف وزارة الإعلام في الإمارات العربية المتحدة جميع الأفلام ودور السينما التي يجب الالتزام بها.
- G :(قبول عام) - مسموح به لجميع الأعمار.

- PG13: جميع الأعمار المسموح بها ولكن يجب أن يكون الأطفال دون سن 13 عاما برفقة شخص بالغ.

- PG15: جميع الأعمار المسموح بها ولكن يجب أن يكون الأطفال دون سن 15 عاما برفقة شخص بالغ.

- 15+: 15 سنة فما فوق فقط. لا يسمح حتى للأطفال الذين تبلغ أعمارهم 14 عاما أو أقل بصحبة البالغين.

- 18+: 18 سنة فما فوق فقط. لا يسمح للبالغين الذين تبلغ أعمارهم 17 عاما أو أقل حتى مع البالغين.

- 21+: 21 سنة فما فوق فقط. لا يسمح للبالغين الذين تبلغ أعمارهم 20 عاما أو أقل حتى مع البالغين

## تركيا
في تركيا الأفلام التي سيتم عرضها في دور السينما تصنف من قبل مجلس تقييم وتصنيف من وزارة الثقافة والسياحة. جميع الأفلام التي ستتاح تجاريا يجب أن تصنف، ما عدا في حالة الأفلام التعليمية التي وصفت بأنها «لأغراض تعليمية» ،بدلا من ذلك. الإدارة لديها أيضا القدرة على رفض التصنيف في الحالات القصوى (المنتجين والموزعين يمكن تقديم نسخة منقحة من فيلم إلى المجلس ولكن يمكن أيضا رفض الإصدارات تحريرها إذا كانت لا تزال تعتبر غير لائقة)؛ في هذه الحالة، سيتم حظر الفيلم باستثناء الأنشطة الفنية الخاصة مثل المعارض والمهرجانات والأعياد والكرنفالات
- Genel İzleyici Kitlesi: الجمهور العام.
- 7+ : مناسبة للمشاهدين الذين تتراوح أعمارهم بين 7 وما فوق.
- 7A : المشاهدين تحت سن 7 سنوات يمكنهم مشاهدتها مع مرافقة أحد أفراد الأسرة.
- 13 +: مناسبة للمشاهدين الذين تتراوح أعمارهم بين 13 وأكثر.
- 13A : المشاهدين تحت سن ال 13 يمكنهم مشاهدتها مع مرافقة أفراد الأسرة.
- 15 + : مناسبة للمشاهدين الذين تتراوح أعمارهم بين 15 وما فوق.
- 15A : المشاهدين تحت سن 15 عاما يمكنهم مشاهدتها مع مرافقة أفراد الأسرة.
- 18 +-: مناسبة للمشاهدين الذين تتراوح أعمارهم بين 18 وأكثر.

## اليابان
جهاز تنظيم التصنيف للفيلم الياباني معروف باسم إيرين (映倫?) وهي اختصار ل(映画倫理管理委員会?) والتي تعني (لجنة أخلاق الأفلام) لديها نظام تصنيف الفيلم التي يتم بموجبها تصنيف الأفلام في واحدة من أربع فئات. وكانت الفئات تستخدم منذ 1 مايو 1998.
- : عامة، ومناسبة لجميع الأعمار.
- : مع توجيه الوالدين مطلوب للأطفال تحت 12 عاما.
- : ممنوع تحت 15.
- : ممنوع تحت 18.

## الولايات المتحدة الأمريكية
- : مناسب لجميع الأعمار.
- : مناسب للجميع بإرشاد عائلي.
- : بإرشاد عائلي لمن هم دون 13 سنة، لما يتضمنة الفلم من بعض الألفاظ الخارجة قليلة جدا، أو بعض مشاهد التعري البسيطة جدا مثل ملابس النوم أو السباحة وهو مأمون للمشاهده العائلية.
- : وجود مشاهد عنف أو مشاهد جنسية واضحة مخففة.
- : وهذه الأفلام قليلة الوجود وتحتوي مشاهد جنسية صارخة وفاضحة وشاذة وقد تجد بها مشاهد بالغة العنف قد تؤثر كثيرا على الشباب وتعتبر الأفلام من هذا التقييم ممنوعة منعا باتا في الدول العربية

## فرنسا
قبل ظهور الفيلم في دور العرض، يجب الحصول على شهادة التوزيع من وزارة الثقافة. الوزير سوف يقرر أي شهادة لإصدار بناء على توصية من مجلس تصنيف الأفلام. في بعض الحالات يمكن تصنيف الأفلام على أنها «أفلام إباحية أو تلك التي تحتوي على التحريض على العنف» أو يحظرها كليا من الشاشة وسوف يتم منح شهادة من ما يلي:
- U : شهادة يجيز عرض الفيلم لجميع أفراد الجمهور
- 12 : شهادة حظر عرض الفيلم للقاصرين دون الثانية عشرة
- 16 : شهادة حظر عرض الفيلم للقاصرين دون سن السادسة عشر
- '18' : شهادة حظر عرض الفيلم للقاصرين دون سن الثامنة عشرة